# Ripstop

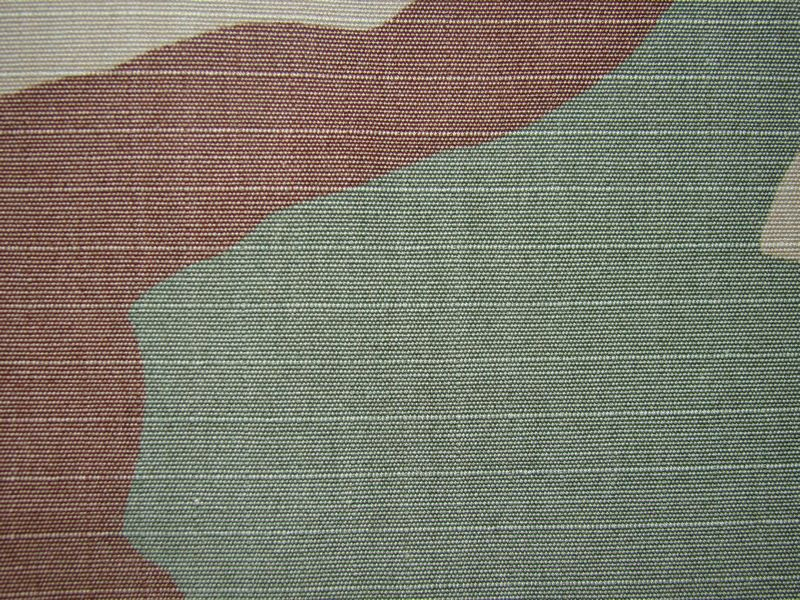
Struktura ripstopu ze směsi CO/PA

Ripstop je tkanina s vysokou pevností, vyrobená tak, že do textilie jsou vetkány s odstupem 5-8 mm tlustší osnovní nebo i útkové niti. Textilie tak dostává členitou strukturu, podle některých odborníků považovanou za zvláštní druh vazby.
Ripstop byl vyvinut v USA v době druhé světové války jako tkanina k výrobě padáků, ve které polyamidové příze měly nahradit přírodní hedvábí.

## Vlastnosti a materiálové složení
Přednosti ripstopových tkanin spočívají ve velmi dobrém poměru hmotnosti ke stabilitě a ve vysoké tržné pevnosti. Ripstop se vyrábí hlavně z polyamidových přízí, časté je také použití bavlny ve směsi s polyamidem, polyesterem a s aramidovými vlákny.

## Použití ripstopu
Ripstop nánosovaný silikonem nebo polyuretanem se používá na horkovzdušné balony, padáky , lodní plachty, stany, batohy, sportovní a pracovní oděvy.

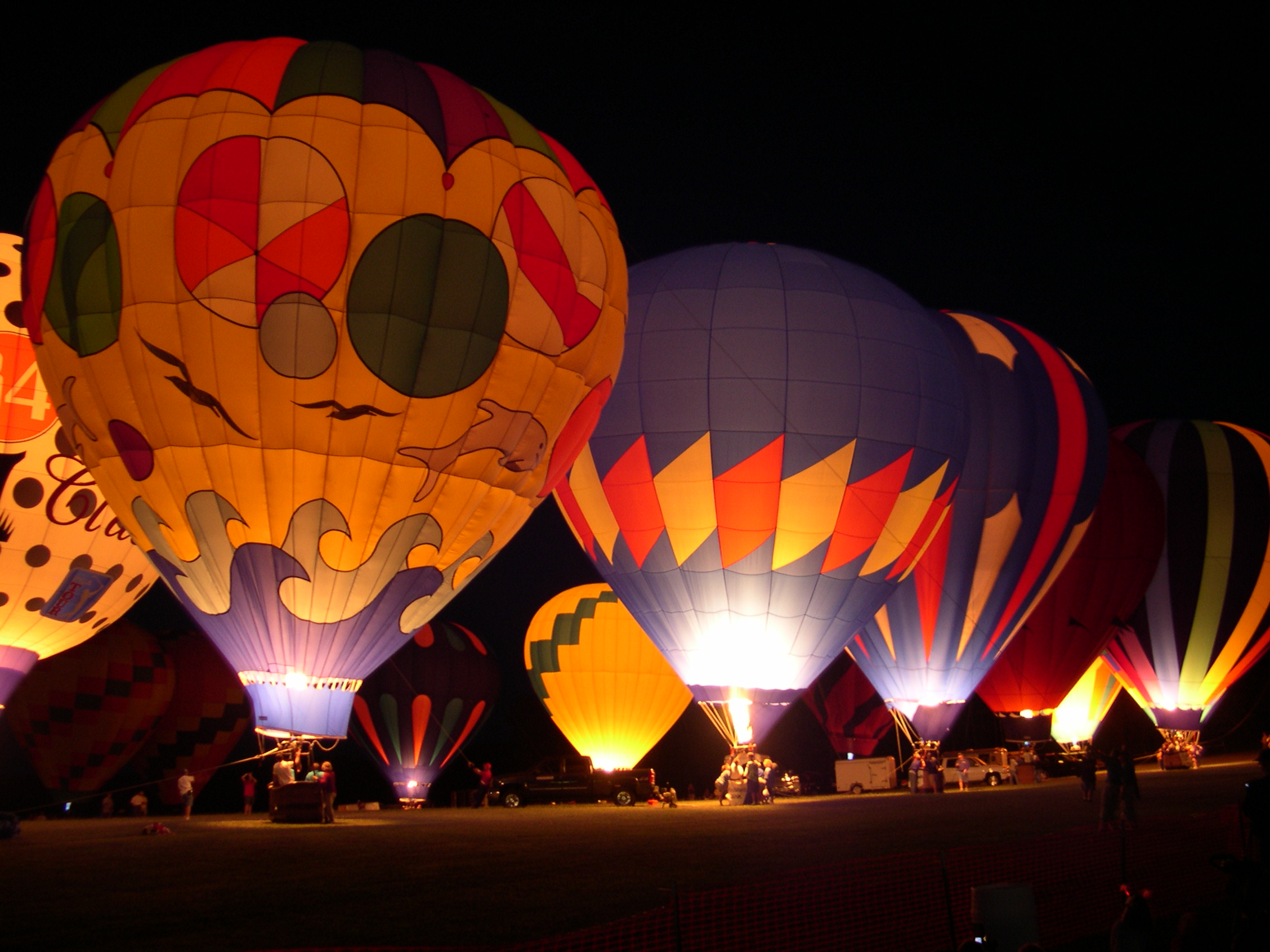
Horkovzdušné balony z ripstopové tkaniny

Všechny maskovací oděvy americké armády mají být v současné době (2011) z tzv. ripstop-popelínu (nebo popelínového ripstopu) ve směsi 50/50 % polyamid/bavlna.